# Ягідаров Денис Сергійович
Денис Сергійович Ягідаров (рос. Денис Сергеевич Ягидаров; 17 березня 1984, Марійська Лиса, Росія — 23 березня 2022, Харківська область, Україна) — російський офіцер, майор ПДВ РФ. Герой Російської Федерації.

## Біографія
В 1999 році завершив навчання у Санчурській середній школі. В 1999-2001 роках навчався в Нижньогородському кадетському корпусі імені Героя Росії І.В. Гурова. Після невдалої спроби вступити у військовий ВНЗ, працевлаштувався і протягом року працював шкільним учителем фізкультури в селі Великий Іхтіал Санчурського району.
В 2002 році був призваний на строкову службу в ЗС РФ, служив в 346-му окремому розвідувальному батальйоні внутрішніх військ, у місті Благодарний Ставропольського краю. Неодноразово був відряджений в зону контртерористичної операції в Північному Кавказі. З 2004 року проходив службу за контрактом. В 2005 році вступив в Рязанське повітрянодесантне командне училище, проходив навчання у 2-й роті, був заступником командира взводу. В 2010 закінчив навчання з відзнакою. З 2010 року проходив службу в 31-й окремій гвардійській десантно-штурмовій бригаді в Ульяновську, послідовно займав посади командира взводу і роти. Учасник анексії Криму. З 2015 року — начальник штабу, з 2019 року — командир парашутно-десантного батальйону своєї бригади.
Учасник вторгнення в Україну. Загинув під час виконання завдань в одному з боїв на Ізюмському напрямку. Похований 6 квітня 2022 року в селищі Тоншаєво Нижегородської області.

## Сім'я
Був одружений, виховував двох синів.

## Нагороди
- Медаль «За військову доблесть» 2-го і 1-го ступеня
- Медаль «За відзнаку у військовій службі» 3-го ступеня (10 років)
- Медаль «Генерал армії Маргелов»
- Звання «Герой Російської Федерації» (18 квітня 2022, посмертно) — «за героїзм та мужність, проявлені під час виконання військового обов'язку.»

## Вшанування пам'яті
- На честь Ягідарова названа одна з вулиць в Тоншаєво.
- В Санчурській середній школі встановлений пам'ятний знак.